# Samsung Z1
Samsung Z1 - смартфон, созданный компанией Samsung Electronics. Это был первый телефон, в котором использовалась операционная система Tizen.
Он был выпущен в Индии в январе 2015 года, Бангладеш в феврале 2015 года и Шри-Ланке в мае 2015 года.
Телефон был заменен на Samsung Z3 в октябре 2015 года.

## Спецификации

### Оборудование
Samsung Z1 оснащен 4-дюймовый экраном 480×800 WVGA PLS TFT с плотностью пикселей 233 на дюйм.
Он оснащен двухъядерным ARM Cortex-A7 с тактовой частотой 1,2ГГц, 768 MB RAM, 4 GB памяти (с возможностью дополнительного хранения до 64 GB через карту microSDXC) и аккумулятор емкостью 1500 мАч.
Задняя камера имеет разрешение 3,15 мегапикселей и светодиодную вспышку. Фронтальная камера имеет разрешение 0,3 мегапикселя. Телефон может записывать VGA (640×480) видео со скоростью 15 кадров в секунду.

### Программное обеспечение
Samsung Z1 поставляется с собственной мобильной операционной системой Samsung Tizen. Пользовательский интерфейс был специально разработан для пользователей, которые переходят от функциональных телефонов к смартфонам.

### Продажи
К июню 2015 года Samsung продал 1 миллион устройств..